# Секеар
Секеа́р (фр. Sequehart) — коммуна во Франции, находится в регионе Пикардия. Департамент коммуны — Эна. Входит в состав кантона Боэн-ан-Вермандуа. Округ коммуны — Сен-Кантен.
Код INSEE коммуны — 02708.

## Население
Население коммуны на 2010 год составляло 227 человек.
| 1962 | 1968 | 1975 | 1982 | 1990 | 1999 | 2010 |
| ---- | ---- | ---- | ---- | ---- | ---- | ---- |
| 232  | 218  | 189  | 235  | 233  | 217  | 227  |

## Экономика
В 2010 году среди 145 человек трудоспособного возраста (15—64 лет) 108 были экономически активными, 37 — неактивными (показатель активности — 74,5 %, в 1999 году было 75,4 %). Из 108 активных жителей работали 98 человек (49 мужчин и 49 женщин), безработных было 10 (2 мужчин и 8 женщин). Среди 37 неактивных 13 человек были учениками или студентами, 16 — пенсионерами, 8 были неактивными по другим причинам.